# Hellogoodbye
Pour les articles homonymes, voir HGB.
Hellogoodbye, également stylisé hellgoodbyeou HGB, est un groupe de power pop américain, originaire de Huntington Beach, en Californie. Ils signent avec Drive-Thru Records et ont réalisé leur premier album, Zombies! Aliens! Vampires! Dinosaurs! en 2006. Leur nom vient d'une chanson des Beatles.

## Biographie

### Débuts (2001–2005)
Hellogoodbye est formé en 2001 comme projet d'enregistrement par des étudiants de la Huntington Beach High School, Forrest Kline et Jesse Kurvink. Voulant divertir leurs camarades, Kline et Kurvink enregistrent quelques morceaux sur l'ordinateur de Forrest. Leur premier morceau jamais écrit est Bonnie Taylor Shakedown 2K1 par Kurvink, qui sera publié dans l'EP Hellogoodbye. Durant leurs deux premières années, le groupe joue dans le comté d'Orange avec des passages notables au Chain Reaction (Anaheim, Californie), The Hub (Fullerton, en Californie), et au Koo's Cafe (Long Beach, en Californie), voyageant aussi jusqu'en Arizona, au Nouveau-Mexique, et au Texas avec Peachcake. Ils signent ensuite chez Drive-Thru Records en 2003.
La formation change régulièrement avant leur signature chez Drive-Thru. Parker Case, (Say Anything, joue de la batterie puis est remplacé en 2001 par Aaron Flora (XThrowDownX). Un ami de lycée appelé Paul White devient le premier bassiste, mais est remplacé par Marcus Cole en 2002. Après avoir signé avec Drive-Thru Records, Flora part et est remplacée par le batteur Chris Profeta. En 2007, Cole part et est remplacé par Travis Head. Hellogoodbye sort son premier EP, homonyme, le 17 août 2004. Ils jouent régulièrement à l'échelle nationale en son soutien. Pendant la tournée Sounds of Change Tour avec An Angle, Socratic, et Steel Train, Hellogoodbye s'implique dans un accident de van alors qu'il se dirige en Pennsylvanie le 22 octobre 2004. Aucun blessé n'est recensé.
En participant au South by Southwest (SXSW), un festival organisé à Austin, au Texas, le groupe joue à l'émission The Real World sur MTV. Le 22 novembre 2005, Hellogoodbye sort un DVD, OMG HGB DVD ROTFL. En décembre 2005, le groupe remporte le Dew Circuit Breakout organisé par MTV2.

### Zombies! Aliens! Vampires! Dinosaurs!(2006–2008)
Le 8 août 2006, après deux ans de tournée, Hellogoodbye sort son premier album, Zombies! Aliens! Vampires! Dinosaurs!, produit par Matt Mahaffey chez Drive-Thru Records. En 2006, Hellogoodbye apparait au Vans Warped Tour, avec Reggie and the Full Effect, Cute Is What We Aim For, Ozma et Peachcake, et visite le Royaume-Uni avec les  Plain White T's, le Japon, et l'Europe.
Dans l'édition de janvier 2007 du magazine Alternative Press, le groupe confirme un nouvel album pour 2008. En janvier 2007, le single Here (In Your Arms) atteint le top 40 des radios, la 14e place du Billboard Hot 100 et le Pop 100 (9e). En septembre 2008, Jesse Kurvink annonce son départ pour finir ses études. Il est remplacé par Joe Marro, ex guitariste/claviériste de The Early November. Ils partent ensuite en tournée avec Never Shout Never, Say No More, Ace Enders, et PlayRadioPlay!.

### Would It Kill You?(2009–2013)
Sur divers sites web entre 2009 et 2010, dont le sien, Hellogoodbye annonce son entrée en studio,. Le nom de l'album, Would It Kill You?, est révélé. Le groupe s'associe à Hanson et tourne dès le 30 septembre à Tulsa, dans une tournée appelée Use Your Sole Tour.
À la fin de 2009, le groupe sort une reprise de Happy Xmas (War Is Over) de John Lennon et de Do You Want to Know a Secret des Beatles).
Au début de 2010, ils tournent avec New Found Glory, Saves the Day, et Fireworks. Au Vans Warped Tour 2011, Hellogoodbye est filmé par Chris Skiles et interviewé par Juliet Simms. Leur deuxième album, Would It Kill You?, est publié le 14 mars 2011 en Europe par LAB Records. Le 25 janvier, 2012, Joe Marro quitte le groupe et est remplacé par Augie Rampolla (ex-You, Me, and Everyone We Know).

### Everything Is Debatableet quatrième album (depuis 2013)
En août 2013, Hellogoodbye annonce la sortie d'un troisième album, Everything Is Debatable. Il est publié le 29 octobre 2013. En octobre 2013, Hellogoodbye joue en ouverture pour Paramore et sa tournée The Self-Titled Tour avec Metric. 
Le 13 janvier 2015, le groupe publie le single I Wanna See the States pour une promotion de PBS Learning Media. En janvier 2017, Forrest Kline annonc un nouveau morceau de charité pour l'ACLU, et révèle le titre comme étant Stare into the Black.

## Membres
- Forrest Kline – chant, guitare
- Jesse Kurvink – claviers, chœurs
- Marcus Cole – guitare basse, synthétiseur
- Chris Profeta – batterie

### Ancien membres
- Aaron Flora – batterie

## Discographie

### Albums studio
- 2006 : Zombies! Aliens! Vampires! Dinosaurs!
- 2010 : Would It Kill You?
- 2013 : Everything is Debatable

### EP
- 2004 : Hellogoodbye
- 2006 : Remixes!
- 2007 : The 'All of Your Love' Remixes EP(exclusivement sur itunes)

### Singles
- 2005 : Shimmy Shimmy Quarter Turn
- 2006 : Here (In Your Arms)
- 2007 : All of Your Love Remixes
- 2007 : Baby, It's Fact

## DVD
- 2005 : OMG HGB DVD ROTFL